# Мамадалиев, Сейдигапбар Мамадалиевич
Сейдигапбар Мамадалиев (каз. Сейдіғапбар Мамадәліұлы Мамадәлиев; 12 мая 1948, Байдибекский район, Южно-Казахстанской области, КазССР, СССР) — казахский учёный в области ветеринарии и сельского хозяйства, доктор ветеринарных наук (1999), профессор (2002), академик Национальной академии естественных наук Республики Казахстан.

## Биография
Родился 12 мая 1948 года в селе Сарыбулак Байдибекского района Чимкентской области.
В 1972 году окончил ветеринарный факультет Алматинского зооветеринарного института по специальности ветеринарный врач.
В 1984 году защитил кандидатскую, в 1999 году докторскую диссертацию, тема диссертации: «Чума крупного рогатого скота: пути передачи возбудителя и экспресс-профилактика».
С 1973 года — старший лаборант, младший научный сотрудник, старший научный сотрудник, ведущий научный сотрудник РГКП НИСХИ (научно-исследовательский сельскохозяйственный институт).
С 1992 по 2007 год — директор РГКП НИСХИ (научно-исследовательский сельскохозяйственный институт).
С 2007 года — директор «Научно-исследовательский институт проблем безопасности» биологический" Национального центра биотехнологии МОН РК.
С 2010 года — исполняющий обязанности генерального директора РГКП «Научно-исследовательский институт проблем биологической безопасности» Комитета науки МОН РК.

## Общественная деятельность
С 1996 по 2010 год — Депутат Кордайского районного маслихата Жамбылской области 1-4 созывов.
Член экспертной комиссии Совета Безопасности Республики Казахстан.
Член редколлегии научного журнала «Теории и практики», «Биотехнология».
Член диссертационного совета Национального центра биотехнологии РК МОН РК по специальности «Биотехнология».

## Научные, литературные труды
Автор 345 научных трудов и книги «Современные клеточные технологии в медицине» (2006). Автор 87 авторских свидетельств, патентов на изобретения.
Под его руководством выполнено и защищено 14 кандидатских и 1 докторская диссертации, в настоящее время является научным руководителем 13 молодых специалистов.

## Награды
- 2004 — нагрудный знак МОН РК «Ғылымды дамытуға сіңірген еңбегі үшін» («За заслуги в развитии науки Республики Казахстан»).
- 2004 — Орден «Парасат»[5]
- 2010 — Орден «Барыс» 2 степени — за вклад в отечественную науку и общественную активность.[6][7]
- Награждён благодарственным письмом Президента Республики Казахстан и правительственными, юбилейными медалями и др.
- академик Национальной академии естественных наук Республики Казахстан.
- Почётный профессор Международного университета г. Вены.